# Minh Sang
Minh Sang (18 tháng 9 năm 1946 – 27 tháng 12 năm 2021) là một nam nghệ sĩ cải lương người Việt Nam. Ông được phong tặng danh hiệu Nghệ sĩ Ưu tú năm 1997.

## Cuộc đời
Minh Sang tên thật là Đỗ Thượng Sơn, sinh năm 1946, trong một gia đình nghèo ở Sài Gòn. Tình cờ, ông gặp nhạc sĩ Tám Đen (cũng là thầy dạy ca cổ cho nghệ sĩ Hồng Nga), nhận thấy ông có tiềm năng nên đem về lò cổ nhạc để đào tạo. Sau nhiều tháng, ông đã ca được những bài bản tài tử với 3 bài Nam, 6 bài Bắc và ca vọng cổ rất mùi mẫn. Năm 1959, thầy Tám Đen tạo cơ hội để ông được đứng trên sân khấu rạp Hưng Bình, cùng hát với các nghệ sĩ Hồng Nga, Minh Cảnh, Phương Bình, Văn Hường.
Năm 1962, Minh Sang về đầu quân cho Công ty Kim Chung, một sân khấu cải lương thuộc hàng đại bang với nhiều tên tuổi sáng giá lúc bấy giờ như: Minh Cảnh, Mỹ Châu, Diệu Hiền, Lệ Thủy, Phương Bình, Minh Vương. Sau ngày 30 tháng 4 năm 1975, ông được Đoàn Hương Dạ Thảo - Phương Bình mời về biểu diễn. Tiếp sau đó một thời gian ngắn, ông lại nhận được lời mời của Đoàn Cải lương Hương Tràm. Sau đó ông quyết định về đầu quân phát triển sự nghiệp nghệ thuật tại Cà Mau.
Ông đã diễn hàng trăm vai, nổi tiếng nhất là các nhân vật: Thạch Vũ ("Tâm sự loài chim biển"), Bùi Kiệm ("Lục Vân Tiên"), Bảy Thép ("Giọt máu oan cừu")... Trong đó, vai Bảy Thép được xem là vai diễn gắn liền với tên tuổi của Nghệ sĩ ưu tú Minh Sang. Không chỉ diễn xuất ở lĩnh vực cải lương, ông còn đóng phim truyền hình như phim: "Miền đất phúc", "Giọt đắng", "Thuyền trưởng", "Mùa di trú".
Năm 1997, ông được Nhà nước trao tặng danh hiệu Nghệ sĩ Ưu tú. Ngày 27 tháng 12 năm 2021, ông qua đời tại nhà riêng ở Cà Mau, hưởng thọ 75 tuổi.

## Các vai diễn nổi bật

### Phim
| Năm  | Phim               | Vai        | Đạo diễn      | Kênh | Nguồn |
| ---- | ------------------ | ---------- | ------------- | ---- | ----- |
| 2007 | Miền đất phúc      | Ông Diệp   | Đinh Đức Liêm | HTV9 |       |
| 2007 | Giọt đắng          | Ông Định   | Đinh Đức Liêm | HTV9 |       |
| 2008 | Trò chơi sinh tử   | Bố Vợ Đảnh | Bùi Cường     | HTV9 |       |
| 2009 | Những ngày hè xanh | Ông Thịnh  | Xuân Phước    | HTV7 |       |
| 2010 | Đời                | Ông Thà    | Trần Mỹ Hà    | HTV9 |       |